# Quận Bedford, Virginia
Quận Bedford là một quận thuộc tiểu bang Virginia, Hoa Kỳ.
Quận này được đặt tên theo. Theo điều tra dân số của Cục điều tra dân số Hoa Kỳ năm 2000, quận có dân số 60.371 người. Quận lỵ đóng ở Bedford6.

## Địa lý
Theo Cục điều tra dân số Hoa Kỳ, quận có diện tích 1992 km2, trong đó có 39 km2 là diện tích mặt nước.

### Quận giáp ranh
- Quận Rockbridge - bắc
- Quận Amherst - đông bắc
- Quận Lynchburg, Virginia - đông
- Quận Campbell - đông nam
- Quận Pittsylvania - nam
- Quận Franklin - tây nam
- Quận Roanoke - tây
- Quận Botetourt - tây bắc

## Thông tin nhân khẩu
Theo điều tra dân số 2 năm 2000, quận đã có 60.371 người, 23.838 hộ gia đình, và 18.164 gia đình sống trong quận hạt. Mật độ dân số là 80 người trên một dặm vuông (31/km ²). Có 26.841 đơn vị nhà ở mật độ trung bình là 36 trên một dặm vuông (14/km ²). Cơ cấu chủng tộc của dân cư quận bao gồm 92,18% người da trắng, 6,24% da đen hay Mỹ gốc Phi, 0,20% người Mỹ bản xứ, 0,43% châu Á, Thái Bình Dương 0,01%, 0,20% từ các chủng tộc khác, và 0,74% từ hai hoặc nhiều chủng tộc. 0,74% dân số là người Hispanic hay Latino thuộc một chủng tộc nào. 28,2% là của Mỹ, 15,6% gốc Anh, gốc Đức chiếm 11,0% và 9,6% gốc Ailen theo điều tra dân số năm 2000.
Có 23.838 hộ, trong đó 32,50% có trẻ em dưới 18 tuổi sống chung với họ, 65,40% là đôi vợ chồng sống với nhau, 7,50% có một chủ hộ nữ và không có chồng, và 23,80% là các gia đình không. 20,20% hộ gia đình đã được tạo ra từ các cá nhân và 7,30% có người sống một mình 65 tuổi hoặc lớn tuổi hơn là người. Cỡ hộ trung bình là 2,52 và cỡ gia đình trung bình là 2,89.
Trong quận, cơ cấu độ tuổi dân cư được trải ra với 24,00% dưới độ tuổi 18, 5,80% 18-24, 29,90% 25-44, 27,50% từ 45 đến 64, và 12,80% từ 65 tuổi trở lên đã được những người. Độ tuổi trung bình là 40 năm. Đối với mỗi 100 nữ có 99,50 nam giới. Đối với mỗi 100 nữ 18 tuổi trở lên, đã có 97,50 nam giới.
Thu nhập trung bình cho một hộ gia đình trong quận đã được 43.136 USD, và thu nhập trung bình cho một gia đình là 49.303 USD. Phái nam có thu nhập trung bình 35.117 USD so với 23.906 USD của phái nữ. Thu nhập bình quân đầu người là 21.582 $. Giới 5,20% gia đình và 7,10% dân số sống dưới mức nghèo khổ, trong đó có 8,30% những người dưới 18 tuổi và 10,50% của những người 65 tuổi hoặc hơn.